# 高震
高震（701年—773年6月21日），是高句丽末代宝藏王高藏之孙，安东都护高连之子，袭安东都护，曾任定州别驾。
周绍良编《唐代墓志汇编》记载：「献书待制杨憼撰《唐开府仪同三司工部尚书特进右金吾卫大将军安东都护郯国公上柱国高公墓志铭并序》」有云：「大历八年（773年）夏五月廿有七日，右金吾卫大将军安东都护公薨于洛阳教业里之私第，春秋七十三。前年四月十二日，郯国夫人真定侯氏先薨于博陵郡，以十三年十一月廿四日丙寅，祔葬于洛之北邙之阳新茔，礼也。公讳震，字某，渤海人。祖藏，开府仪同三司、工部尚书、朝鲜郡王、柳城郡开国公；祢讳连，云麾将军、右豹韬大将军、安东都护。公迺扶余贵种，辰韩令族，怀化启土，继代称王，嗣为国宾，食邑千室。」
嗣子朝请大夫、深泽令高叔秀。高震有女嫁宣义郎、守唐州慈丘县令邵某。
高震墓1930年代在洛阳北邙山一带发掘面世，罗振玉《唐代海东藩阀志存》也有记载。  